# OpenURL
OpenURL è un protocollo per lo scambio di metadati finalizzato alla gestione di servizi di linking contestualizzato (context-sensitive). Lo schema OpenURL è stato messo a punto tra il 1998 e il 2000 presso l'Università di Gent (Belgio), con lo scopo di favorire i collegamenti citazionali (reference linking) in ambiente informativo accademico su web. Il suo sistema di linking, SFX, venne acquistato dall'azienda di automazione bibliotecaria Ex Libris Group, che rese popolare OpenURL nell'industria dell'informazione. Nel frattempo, OpenURL è diventato lo standard ANSI/NISO Z.39.88-2004 e dalla prima versione 0.1 è arrivato alla versione aggiornata 1.0, che supporta diversi schemi di metadati (tra cui XML e Dublin Core) ed è stato allargato alla descrizione di una maggiore varietà di formati.

## Il protocollo
Nato per risolvere lo spinoso problema della 'copia migliore', il sistema OpenURL consiste, semplificando, nello scambio di metadati relativi a una risorsa (solitamente un libro, un periodico, un articolo) tra un utente che attiva un collegamento e un sistema informativo (ovvero information provider: una banca dati, un open archive, un aggregatore, un editore, il servizio CrossRef), che rappresenta la fonte dei metadati. Molto spesso la richiesta sarà inoltrata dal server di una istituzione accademica, ma in linguaggio tecnico si parla in generale di service component, ovvero dell'apparato che deve erogare il servizio informativo all'utente. I server in grado di elaborare lo schema OpenURL sono chiamati resolver (o link resolver, link server): interpretano i metadati dell'OpenURL che ricevono, li mettono in relazione con le informazioni sulla disponibilità del materiale da parte dell'istituzione, quindi producono i link alle risorse appropriate.
Quando, utilizzando un server configurato per la ricezione di OpenURL, si interroga una base dati configurata per l'invio di OpenURL, i due sistemi si riconoscono e, accanto a ogni link, compare un pulsante che attiva il servizio. Il resolver riceve dall'information provider una stringa di metadati. Sulla base dell'identificazione della fonte del collegamento e dei metadati descrittivi associati, il link server da parte sua è in grado di accertare quali sono i diversi accessi disponibili per quella risorsa, per poi sottoporli tutti all'utente, che effettuerà la sua scelta in base alle proprie esigenze.

### Esemplificazione
Facciamo un esempio. Se da casa mia, consultando un articolo on line, incontro un riferimento bibliografico a un altro articolo di mio interesse, sotto forma di collegamento, cliccando sul link mi ritrovo collegato al sito - poniamo - di un editore toll access (ovvero a pagamento). Se compio la medesima operazione dalla postazione di una biblioteca alla quale sono iscritto, che fornisce il servizio OpenURL, mi si apre una scheda che mi propone tutte le alternative di accesso cui la biblioteca è abilitata. Per esempio:
- accesso libero ai dati bibliografici e all'abstract dell'articolo attraverso un information provider sottoscritto dalla biblioteca;
- accesso libero al full text dell'articolo dal sito della rivista, cui la biblioteca è abbonata;
- indicazione della collocazione della versione cartacea dell'articolo all'interno della biblioteca;
- collegamenti a siti o motori di ricerca per ulteriori interrogazioni;
- attivazione dell'Interlibrary Loan;
- attivazione del servizio di DDL.